# The Smashing Pumpkins
 Der er for få eller ingen kildehenvisninger i denne artikel, hvilket er et problem. Du kan hjælpe ved at angive troværdige kilder til de påstande, som fremføres i artiklen.

The Smashing Pumpkins er en amerikansk rockgruppe fra Chicago, Illinois, der blev dannet i 1988 af Billy Corgan (sang, guitar) og James Iha (guitar). Samme år blev D'arcy Wretzky (bas) og Jimmy Chamberlin (trommer) medlemmer af bandet. Smashing Pumpkins gik i opløsning i 2000, men Corgan og Chamberlin gendannede bandet i 2006. Bandet er gendannet igen i februar 2018, dog uden D'arcy Wretzky.
Sammen med Nirvana og Pearl Jam var Smashing Pumpkins blandt de største alternative rockbands i 1990'erne. I modsætning til de to andre bands, som var udprægede grunge-bands, så var Smashing Pumpkins i en helt anden boldgade. Anført af sangskriver, vokalist, guitarist, pianist, producer og ubestridte leder, Billy Corgan, skabte Smashing Pumpkins en særpræget blanding af arenarock, progressiv rock, dreampop, grunge, hard rock og senere elektronisk rock, der, sammen med Corgans letgenkendelige vokal, adskilte dem fra andre bands i samme periode. Sange som "Today", "1979", "Bullet with Butterfly Wings", "Tonight, Tonight" og "Zero" er alternative rockklassikere, og pladerne Siamese Dream og Mellon Collie and the Infinite Sadness er ifølge kritikere blandt de mest betydningsfulde alternative rockalbum nogensinde. Begge album blev inkluderet på Rolling Stones liste over de 10 bedste plader fra 1990'erne. Bandet har solgt flere end 33 millioner album i hele verden.
Efter syv års pause udgav Smashing Pumpkins Zeitgeist i sommeren 2007. Mellem 2009 og 2015 har The Smashing Pumpkins udgivet Teargarden by Kaleidyscope, der udover en række ep'er også tæller tre album Oceania, Monuments to an Elegy Monuments to an Elegyog Day for Night.

## Historie

### De tidlige år: 1988-1991
Billy Corgan og James Iha mødte hinanden i 1988, mens Corgan arbejdede i en pladebutik. Sammen med en trommemaskine begyndte de at skrive sange sammen. Sangene var på dette tidspunkt inspireret af The Cure og New Order. Til en koncert med Dan Reed Network mødte Corgan bassisten D'arcy Wretzky, og efter et mindre skænderi fik Wretzky hans telefonnummer. Corgan og Iha spillede deres første koncert 9. juli 1988 på en polsk bar i hjembyen Chicago med en trommemaskine. Wretzky debuterede først en måned senere, 10. august 1988, på spillestedet Avalon. Efter koncerten tilbød ejeren af Cabaret Metro, ét af Chicagos største spillesteder, at booke bandet, hvis de kunne finde en trommeslager. Én af Corgans venner anbefalede Jimmy Chamberlin, og han blev kort derefter bandets fjerde og sidste medlem. Smashing Pumpkins spillede første gang på Cabaret Metro 5. oktober 1988 – en koncert, der senere blev udgivet som Live at Cabaret Metro 10-5-88. 
Bandets indspillede i 1988 og 1989 en række demobånd i håbet om at få en pladekontrakt. Bandets første officielle udgivelse var på kompilationen Light Into Dark, der indeholdt numre med en række bands fra Chicago. I 1990 fik bandet udgivet deres første single, "I Am One", hos det lokale pladeselskab Limited Potentiel. Singlen blev udsolgt og resulterede i, at bandet kunne skrive kontrakt med Caroline Records. I december 1990 udgav bandet en ny single, "Tristessa", hos pladeselskabet Sub Pop og gik derefter i studiet for at indspille deres første album. 
I maj 1991 udgav bandet deres debutalbum, Gish, og det blev en mindre succes. De havde arbejdet sammen med producer Butch Vig, der efterfølgende gik ud og producerede Nirvanas Nevermind. Smashing Pumpkins udgav singlen "Siva", mens "I Am One" blev genudgivet. Bandet fik også udgivet deres første ep, Lull, i november 1991. Bandet tog på en verdensturné (The Gish Tour) og åbnede for bl.a. Red Hot Chili Peppers, Jane's Addiction og Guns N' Roses, og pga. succesen skrev bandet kontrakt med pladeselskabet Virgin Records.

### Mainstream-succes: 1992-1994
I december 1992 gik Smashing Pumpkins atter i studiet for at indspille deres andet album. I sommeren 1992 havde bandet haft et mindre hit i sangen "Drown", der havde været med på soundtracket til filmen Singles. Det næste album, Siamese Dream, skulle indspilles i Atlanta, USA, langt væk fra hjembyen Chicago. Dette var en forsøg på at få trommeslager Jimmy Chamberlin, der i mellemtiden havde fået sig en slemt narkomisbrug, ud af sine vante omgangskredse. Dette mislykkedes dog, da Chamberlin hurtigt fandt nye forbindelser i Atlanta, hvilket gjorde, at han nogle gange var væk flere dage ad gangen. Ikke desto mindre var det Corgan og Chamberlin, der indspillede størstedelen af Siamese Dream uden meget hjælp fra de to andre.
Siamese Dream blev udgivet i juli 1993 og blev en kæmpe succes med mere end fire millioner solgte eksemplarer alene i USA. Bandets fik en række hits i form af "Cherub Rock", "Today" og "Disarm", og der blev endvidere udgivet en samling af bandets b-sider og outtakes, Pisces Iscariot, i 1994. Selv om dette blot var ment som en udgivelse til bandets største fans, blev det alligevel en kæmpe økonomisk succes og debuterede som nummer fire på den amerikanske Billboard-hitliste (Siamese Dream havde debuteret som nummer 10). Smashing Pumpkins' anden verdensturné (The Rock Invasion Tour), hvor bandet bl.a. var hovednavn på festivalen Lollapalooza, varede mere end et år, og bandet udgav i 1994 også en livevideo, Vieuphoria, med koncertoptagelser af flere af sangene fra Gish og Siamese Dream.

### Mellon Collie and the Infinite Sadness: 1995-1997
Bandets ubestridte leder, Billy Corgan, satte sig for at skrive et dobbeltalbum. I en periode på mere end et år skrev og indspillede han og bandet mere end 56 sange, hvoraf 28 endte med at blive brugt til albummet. Smashing Pumpkins gik i studiet med producerne Flood og Alan Moulder og indspillede, hvad de håbede ville blive The Wall for Generation X. 
I oktober 1995 udgav Smashing Pumpkins dobbeltalbummet Mellon Collie and the Infinite Sadness. Det gik direkte ind som nummer 1 i USA, og med fem millioner solgte eksemplarer alene i USA overgik pladesalget bandets forrige album Siamese Dream. Smashing Pumpkins blev ligeledes nomineret til syv Grammy Awards ved den prestigefyldte amerikanske prisuddeling. Der udkom fem succesrige singler fra albummet – "Bullet with Butterfly Wings", "1979", "Zero", "Tonight, Tonight" og "Thirty-three", hvoraf de tre første fik guldstatus i USA med mere end en halv million solgte eksemplarer hver. Musikvideoen til "Tonight, Tonight" indbragte bandet syv priser ved MTV Video Music Awards i 1996, og bandet optrådte med sangen ved prisuddelingen. Ydermere lagde bandet stemmer til dem selv i en episode af The Simpsons, hvori de også optrådte med "Zero".
Trods den voldsomme succes blev sommeren 1996 tragisk for rockgruppen. Under bandets verdensturné (The Infinite Sadness Tour) på et turnéstop i New York tog trommeslager Jimmy Chamberlin og keyboardspilleren Jonathan Melvoin en heroinoverdosis. Melvoin døde, og Chamberlin blev straks fyret fra bandet. Efter en pause genoptog bandet verdensturnéen. De hyrede trommeslager Matt Walker som midlertidig erstatning for Chamberlin. Verdensturnéen sluttede først i 1997 mere end 18 måneder efter udgivelsen af Mellon Collie and the Infinite Sadness. Smashing Pumpkins indspillede et par sange med Matt Walker som trommeslager til forskellige soundtracks bl.a. Ransom, Lost Highway og Batman & Robin. Selv om de vandt endnu en Grammy Award for hitsinglen "The End Is the Beginning Is the End", markerede det nye materiale en ny og mere elektronisk musikstil frem for det sædvanlige guitarbaserede rock.

### Adore,MACHINAog opløsning: 1998-2000
Bandets fjerde album, Adore, blev indspillet uden trommeslager Jimmy Chamberlin, og dette skulle få stor indflydelse på det endelige resultat. Ydermere døde Billy Corgans mor, Martha Corgan, af kræft inden indspilningen af albummet, hvilket fik en markant indflydelse på hans tekstunivers. Adore blev udgivet 1. juni 1998 og indeholdt ganske få guitarbaserede sange og markerede en drastisk ændring af bandets lyd og image. Adore blev indspillet med en række forskellige trommeslagere og indeholdt stort set ingen elementer af hård rock eller guitarsoloer. Trods positive anmeldelser og en Grammy Award-nominering blev pladesalget skuffende i forhold til bandets forrige album. Ved udgangen af 1998 var der kun blev solgt ca. 830.000 eksemplarer i USA, hvilket var langt under bandets standard. Verdensturnéen (The Adore Tour) i forbindelse med udgivelsen af Adore blev kun nogle få måneder lang. Der blev kun udgivet to singler, "Ava Adore" og "Perfect", fra albummet, og en potentiel tredje single, "Crestfallen" eller "To Sheila", blev droppet.
I november 1998 gik Smashing Pumpkins tilbage i studiet for at begynde indspilninger til bandets femte album. En rehabiliteret Jimmy Chamberlin vendte tilbage til bandet efter to og et halvt års fravær, og han sad bag trommerne, da bandet spillede en kort turné (The Arising! Tour) i april 1999. Koncerterne på denne turné skulle dog vise sig at blive de sidste med bassist D'arcy Wretzky, da hun forlod bandet i september 1999 efter indspilningerne til albummet var færdige. Hun blev erstattet af Hole-bassisten Melissa Auf der Maur, som spillede bas på den efterfølgende verdensturné (Resume the Pose Tour og senere The Sacred and Profane Tour), der startede i december 1999. MACHINA/the Machines of God blev udgivet i februar 2000, men blev heller ikke den store kommercielle succes for Smashing Pumpkins. En efterfølger til albummet, MACHINA II/Friends and Enemies of Modern Music blev udgivet på internettet, og albummets 25 sange kunne downloades gratis på bandets officielle hjemmeside. I maj 2000 offentliggjorde Billy Corgan opløsningen af Smashing Pumpkins, og bandet spillede en fire timer lang afskedskoncert d. 2. december 2000.

### Greatest Hits, Zwan og soloalbum: 2001-2005
Efter opløsningen af bandet blev der udgivet en Greatest Hits-plade med titlen Rotten Apples i 2001, samt en dvd med bandets musikvideoer. Billy Corgan og Jimmy Chamberlin gik sammen og dannede en nyt band, Zwan, og begyndte at spille koncerter med deres nye band i november 2001. Zwans debutalbum, Mary Star of the Sea, blev udgivet i januar 2003. Efter Zwans verdensturné i sommeren 2003 opløste Corgan også dette band. James Iha spillede guitar i det alternative rockband A Perfect Circle en periode, mens Melissa Auf der Maur udgav sit første soloalbum. Billy Corgan udgav sin første poesibog, Blinking with Fists, i oktober 2004, og han udgav sit første soloalbum, TheFutureEmbrace, i juni 2005. Jimmy Chamberlin begyndte ligeledes en solokarriere. Hans band, Jimmy Chamberlin Complex, udgav det første album, Life Begins Again, i januar 2005. På udgivelsesdatoen for Billy Corgans soloalbum, 21. juni 2005, indsatte Billy Corgan en reklame i en amerikansk avis, hvor han gjorde udtryk for, at han ville give nyt liv til Smashing Pumpkins. I september 2005 bekræftede Jimmy Chamberlin, at han også ville være en del af gendannelsen.

### Genforening med nyt album: 2006-2008
I april 2006 bekræftede bandets officielle hjemmeside, at bandet var i gang med at indspille et nyt album. Billy Corgan og Jimmy Chamberlin var de eneste medlemmer af bandet, og de havde færdigindspillet bandets sjette album, Zeitgeist, i starten af 2007. Smashing Pumpkins spillede deres første koncert siden 2000 i Paris d. 22. maj 2007 og kickstartede en lang verdensturné (The Zeitgeist Tour). Koncerten afslørede, at foruden Billy Corgan og Jimmy Chamberlin bestod liveinkarnationen af Smashing Pumpkins af Jeff Schroeder (guitar), Ginger Reyes (bas) og Lisa Harriton (keyboard). Det nye album, Zeitgeist, blev udgivet i juli 2007, og der blev ligeledes udgivet to singler, "Tarantula" og "That's the Way (My Love Is)" i forbindelse med albummet. I januar 2008 udgav bandet den akustiske ep American Gothic. I 2008 udgav bandet singlen G.L.O.W., der blev udgivet eksklusivt i forbindelse med udgivelsen af Guitar Hero. Billy Corgan var én af de rockstjerner, man kunne vælge i spillet. I anledning af bandets 20-års jubilæum spillede bandet en række særlige koncerter (The 20th Anniversary Tour) i efteråret 2008 og udgav desuden dvd'en If All Goes Wrong, der indeholder koncertoptagelser og en dokumentar om bandet.

### Teargarden by Kaleidyscope-projektet: 2009-2015
I marts 2009 forlod trommeslager Jimmy Chamberlin meget overraskende bandet igen. Billy Corgan, det eneste tilbageværende originale medlem af Smashing Pumpkins, fortsatte med at skrive og indspille musik under navnet Smashing Pumpkins. I 2009 iværksatte Billy Corgan et ambitiøst albumprojekt med bandets syvende album, Teargarden by Kaleidyscope, som vil komme til at bestå af 44 sange, der bliver udgivet én sang ad gangen gratis på bandets officielle hjemmeside over en periode på 3-5 år. 
Den første sang, "A Song for a Son", blev udgivet i december 2009. Sangene vil ligeledes blive udgivet på 11 ep'er med fire sange på hver, og den første ep, Songs for a Sailor, blev udgivet i maj 2010. I sommeren 2010 begyndte bandet endnu en verdensturné (Rock 'n' Roll Party Tour) – den første siden Chamberlins exit – med Mike Byrne (trommer), Jeff Schroeder (guitar) og Nicole Fiorentino (bas), og samtidig blev den anden ep, The Solstice Bare, udgivet i november. Smashing Pumpkins blev kåret til "Indie Artist of the Year" i 2010 af Beatweek Magazine.
Gennem en video på Facebook annoncerede Billy Corgan den 26. april 2011, at Smashing Pumpkins skulle til at indspille og udgive et album med titlen Oceania på traditionel vis som en del af Teargarden by Kaleidyscope-projektet. Samtidig fortalte han, at bandet havde erhvervet sig rettighederne fra EMI til bandets tidligere album, og de ville begynde at blive genudgivet allerede fra november 2011. I sommeren 2011 færdigindspillede bandet Oceania, men bandet valgte at udsætte udgivelsen af albummet til juni 2012, så det kunne udgives ordentligt. I november 2011 blev bandets første to album, Gish og Siamese Dream, genudgivet med bonusmateriale og en livekoncert på dvd. I årene efter blev også Pisces Iscariot, Mellon Collie and the Infinite Sadness, The Aeroplane Flies High og Adore genudgivet. 
Efter indspilninger af det nye studiealbum Oceania i sommeren 2011 tog bandet på en mindre verdensturné (The Other Side of the Kaleidyscope Tour) med start i oktober 2011. Måneden efter Smashing Pumpkins koncert i Den Grå Hal i København, hvor bandet bl.a. spillede flere af de nye sange. Under koncerten afslørede Billy Corgan, at Smashing Pumpkins regner med at komme tilbage til Danmark igen allerede i 2012. Oceania blev udgivet d. 18. juni 2012 og blev godt modtaget af kritikerne, hvoraf flere kaldte det bandets bedste album i 14 år. Gaffa gav albummet fem ud af seks stjerner. Den første radiosingle "The Celestials" blev udgivet få dage senere. I juli 2012 begyndte bandet endnu en verdensturné (The Oceania Tour), hvor Smashing Pumpkins blandt andet spiller Oceania i sin helhed fra start til slut. I sommeren 2013 startede bandet en ny turné Shamrocks & Shenanigans Tour, der blandt andet bragte bandet til Danmark for tiende gang, da Smashing Pumpkins gav koncert den 31. juli i Falconer Salen i København. Kort efter blev livekoncerten Oceania: Live in NYC udgivet. Dvd'en indeholder en koncertoptagelse af hele Oceania-album fra start til slut efterfulgt af en række af bandets største hits, samt det nyt nummer "The Dream Machine". 
Efter turnéen i sommeren 2013 tog bandet en længere pause, men i februar 2014 skrev Billy Corgan på sin Facebook-profil, at han igen var i gang med at skrive ny Smashing Pumpkins-musik. I sommeren og efteråret 2014 indspillede Billy Corgan sammen med Jeff Schoreder ikke mindre end to nye album, der begge er en del af Teargarden by Kaleidyscope-projektet, som blev startet i 2009. Monuments to an Elegy forventes udgivet i december 2014, mens Day for Night, der afslutter Teargarden by Kaleidyscope-projektet, forventes udgivet i 2015. Den første single fra Monuments to an Elegy, "Being Beige", blev udgivet den 20. oktober 2014. 

## Musikstil
Bandets udvikling musikalsk er blevet domineret af guitarist, forsanger og den primære sangskriver Billy Corgan. Journalist og musikekspert Greg Kot har sagt, at Smashing Pumpkins ikke ville være, hvad det er, hvis det ikke var for Corgans ambitioner og visioner, samt hans til tider dårlige forhold til familie, venner og bandmedlemmer. Melissa Auf der Maur kommenterede i 2006 på nyheden om, at Smashing Pumpkins ville genforenes, hvor hun sagde, at enhver ved, at Corgan ikke har brug for særligt mange mennesker for at lave en Pumpkins-plade ud over Jimmy Chamberlin, som ville tage del i genforeningen. De fleste af Corgans tekster er rensende ytringer af følelse, der er fyldt med personlige overvejelser og voldsomme anklager mod sig selv og folkene tæt på ham. Kritikere var ofte ikke glade for Corgans angstfyldte tekster. Musikeksperten Jim DeRogratis skrev i 1993 i en amerikansk avis, at Corgans tekster ofte lød som umoden poesi, men han har så til gengæld senere kaldt teksterne på Adore og MACHINA for en forbedring. 
Smashing Pumpkins' karakteristiske lyd bygges primært op ved at lægge utallige guitarspor på en sang under indspilningerne, fx indeholder "Soma" over 40 guitardele. Brugen af disse mange lag er inspireret af Corgans kærlighed for arenarockbands som fx Queen, Boston og Electric Light Orchestra, samt shoegazing, der er en britisk musikstil inden for alternativ rock fra slutningen af 1980'erne og starten af 1990'erne. Produceren på Mellon Collie and the Infinite Sadness, Alan Moulder, blev oprindeligt hyret til at mixe Siamese Dream, fordi Corgan var fan af hans arbejde med shoegazing-bands, som fx My Bloody Valentine, Ride, and Slowdive.
Ligesom mange andre alternative bands i samme periode brugte Smashing Pumpkins hurtige skift i sangdynamikken, fx ved at gå fra stille til højt. Hüsker Düs album Zen Arcade viste bandet, hvordan man kunne have blødere materiale ved siden af det mere aggressive. Smashing Pumpkins hentede deres inspiration fra en række andre genrer også, nogle af dem var ikke særlige trendy blandt kritikerne i 1990'erne. Bandet blev anerkendt som én af de grupper, der gjorde heavymetal populært igen, og Corgan har gjort udtryk for, at han godt kan lide heavymetal, fx Black Sabbath og Judas Priest. Sangen "Zero", som James Iha synes minder om Judas Priest, er et eksempel på, hvad bandet kalder for "cybermetal". Post-punk og gotiske bands, som fx Joy Division, New Order, Bauhaus, The Cure og Depeche Mode har også haft indflydelse på bandet, der har lavet coversange af disse bands under koncerter og på diverse singleudgivelser. Ifølge Corgan har også psykedelisk rock haft indfyldelse på bandets tidlige udgivelser, samt Cream, The Stooges og Blue Cheer.
På trods af bandets indflydelse på andre bands har bandet ifølge Greg Kot ikke resulteret i en masse efterligninger, ligesom fx Nirvana fik sig. Derimod har mange bands nævnt Smashing Pumpkins som en vigtig indflydelse, heriblandt Nelly Furtado, Annuals, My Chemical Romance, Kill Hannah og Deftones.

## Musikvideoer
Smashing Pumpkins er blevet rost for at lave nogle af 1990'ernes mest påfaldende og mindeværdige musikvideoer og for at have lavet videoer ud fra en kunstnerisk synsvinkel frem for direkte reklamevideoer, der skal forsøge at sælge flest mulige album. I 2001 anerkendte MTV Smashing Pumpkins, sammen med Nine Inch Nails, for at være dem, der havde betragtet musikvideoer mest som en kunstform i 1990'erne. Corgan har udtalt, at han generelt set har forsøgt at lave musikvideoer, der strider imod klassiske rockvideoer, hvor mange mennesker ofte bare hopper rundt til musikken. Videoer, som fx "Today", "Rocket" og "1979" sætter fokus på den amerikanske middelklasse (ganske vist lidt overdrevet), og som regel har musikvideoerne ikke noget som helst med sangteksten at gøre – med undtagelse af "Thirty-three", hvor billederne passer sammen med ordene, der synges. 
Bandet blev nomineret til adskillige priser ved MTV Video Music Awards i 1990'erne. I 1996 vandt gruppen syv priser for "Tonight, Tonight" og "1979", inkl. topprisen for årets video ("Tonight, Tonight"). Videoen blev også nomineret til en Grammy i 1997.

## Medlemmer
Smashing Pumpkins har spillet syv store verdensturnéer de seneste 20 år og har haft en lang række af turnerende medlemmer, heriblandt Jonathan Melvoin (keyboard, 1996), Dennis Flemion (keyboard, 1996-1997), Matt Walker (trommer, 1996-1997), Kenny Aronoff (trommer, 1998), Mike Garson (klaver, 1998-2000), Stephen Hodges (slaginstrumenter, 1998), Dan Morris (slaginstrumenter, 1998), Melissa auf der Maur (bas, 1999-2000) og Chris Holmes (keyboard, 2000). På bandets verdensturné fra 2007 til 2008 bestod det foruden Billy Corgan og Jimmy Chamberlin af Jeff Schroeder (guitar), Ginger Reyes (bas) og Lisa Harriton (keyboard). I efteråret 2008 blev yderligere fire gæstemusikere hevet ind i bandet til Smashing Pumpkins' 20-års jubilæumsturné, hvor Gingger Shankar (violin), Kristopher Pooley (harmonika), Gabrial McNair (blæseinstrumenter) og Stephen Bradley (blæseinstrumenter) fuldendte bandets line-up på ni musikere. I sommeren 2010 begyndte Smashing Pumpkins deres syvende verdensturné med Billy Corgan (sang, guitar), Jeff Schroeder (guitar), Nicole Fiorentino (bas) og Mike Byrne (trommer).

## Diskografi

### Studiealbum
| År                                     | Albumdetaljer | Hitlisteplacering | Hitlisteplacering | Hitlisteplacering | Hitlisteplacering |
| År                                     | Albumdetaljer | US                | UK                | DK                | Global            |
| -------------------------------------- | --- | ----------------- | ----------------- | ----------------- | ----------------- |
| 1991                                   | Gish - Udgivet: 28. maj, 1991 - Pladeselskab: Caroline Records, Hut Records - Format: CD, Cassette (CS), LP                                                 | 195               | 4                 | —                 | —                 |
| 1993                                   | Siamese Dream - Udgivet: 27. juli, 1993 - Pladeselskab: Virgin Records - Format: CD, CS, 2×LP                                                               | 10                | 4                 | —                 | —                 |
| 1995                                   | Mellon Collie and the Infinite Sadness - Udgivet: 24. oktober, 1995 - Pladeselskab: Virgin - Format: 2×CD, 2×CS, 3×LP, 2×MiniDisc                           | 1                 | 4                 | —                 | —                 |
| 1998                                   | Adore - Udgivet: 2. juni, 1998 - Pladeselskab: Virgin - Format: CD, CS, 1.5×LP                                                                              | 2                 | 5                 | 4                 | —                 |
| 2000                                   | Machina/The Machines of God - Udgivet: 29. february, 2000 - Pladeselskab: Virgin - Format: CD, CS, 2×LP, MiniDisc                                           | 3                 | 7                 | 16                | —                 |
| 2000                                   | Machina II/The Friends & Enemies of Modern Music - Udgivet: 5. september, 2000 - Pladeselskab: Constantinople Records - Format: 3×EP+2×LP, Digital download | —                 | —                 | —                 | —                 |
| 2007                                   | Zeitgeist - Udgivet: 10. juli, 2007 - Pladeselskab: Reprise, Martha's Music - Format: CD, CD+DVD, digital download                                          | 2                 | 4                 | 14                | 1                 |
| 2012                                   | Oceania - Udgivet: 19. juni, 2012 - Pladeselskab: EMI, Martha's Music - Format: CD, digital download, LP                                                    | 4                 | 19                | 30                | 8                 |
| 2014                                   | Monuments to an Elegy - Released: 9. december, 2014 - Pladeselskab BMG, Martha's Music - Format: CD, digital download, LP                                   | 33                | 59                | —                 | —                 |
| 2015                                   | Day for Night |                   |                   |                   |                   |
| 2018                                   | Shiny and Oh So Bright, Vol. 1 / LP: No Past. No Future. No Sun.                                                                                            |                   |                   |                   |                   |
| 2020                                   | Cyr |                   |                   |                   |                   |
| 2023                                   | Atum: A Rock Opera in Three Acts |                   |                   |                   |                   |
| 2024                                   | Aghori Mhori Mei |                   |                   |                   |                   |
| "—" denotes albums that did not chart. | |                   |                   |                   |                   |

## Turnéer og koncerter i Danmark
- The Gish Tour (1991-1992)
- The Rock Invasion Tour (1993-1994)
- The Infinite Sadness Tour (1996-1997)
- The Adore Tour (1998)
- The Arising! Tour (1999)
- Resume the Pose Tour (2000)
- The Sacred and Profane Tour (2000)
- The Zeitgeist Tour (2007)
- The 20th Anniversary Tour (2008)
- Rock 'n' Roll Party Tour (2010)
- The Other Side of the Kaleidyscope Tour (2011)
- The Oceania Tour (2012)
- The Shamrocks and Shenanigans Tour (2013)

### Koncerter i Danmark
10 gange har Smashing Pumpkins givet koncert på dansk jord. 
- Pumpehuset, d. 24. januar 1992
- Loppen, d. 25. august 1993
- KB-Hallen, d. 9. april 1996
- Roskilde Festival, d. 28. juni 1997
- Tivoli, København d. 26. maj 1998
- Cirkusbygningen, d. 9. januar 2000
- Valbyhallen, d. 27. oktober 2000
- Store Vega, d. 14. august 2007
- Valbyhallen, d. 27. februar 2008
- Den Grå Hal, 5. november 2011
- Falconer Salen, d. 31. juli 2013
- Store Vega, d. 18.-19. august 2025

### De 25 mest spillede sange
Siden den første Smashing Pumpkins-koncert i sommeren 1988 har bandet afgivet ca. 1.500 koncerter verden rundt. I december 2012 så listen over de mest spillede numre således ud:
| Sang                           | Antal koncerter | Udgivelse                              | Periode   |
| ------------------------------ | --------------- | -------------------------------------- | --------- |
| "Bullet with Butterfly Wings"  | 613             | Mellon Collie and the Infinite Sadness | 1994-2012 |
| "Today"                        | 584             | Siamese Dream                          | 1992-2012 |
| "Cherub Rock"                  | 553             | Siamese Dream                          | 1992-2012 |
| "Tonight, Tonight"             | 535             | Mellon Collie and the Infinite Sadness | 1995-2012 |
| "Disarm"                       | 442             | Siamese Dream                          | 1992-2012 |
| "1979"                         | 414             | Mellon Collie and the Infinite Sadness | 1996-2012 |
| "Zero"                         | 403             | Mellon Collie and the Infinite Sadness | 1994-2012 |
| "Silverfuck"                   | 307             | Siamese Dream                          | 1991-2011 |
| "Rocket"                       | 295             | Siamese Dream                          | 1994-2007 |
| "Siva"                         | 286             | Gish                                   | 1990-2011 |
| "Ava Adore"                    | 284             | Adore                                  | 1997-2012 |
| "Stand Inside Your Love"       | 278             | MACHINA/the Machines of God            | 1999-2012 |
| "Drown"                        | 276             | Soundtracket til filmen Singles        | 1991-2010 |
| "Thru the Eyes of Ruby"        | 235             | Mellon Collie and the Infinite Sadness | 1995-2011 |
| "Porcelina of the Vast Oceans" | 231             | Mellon Collie and the Infinite Sadness | 1995-2008 |
| "To Sheila"                    | 225             | Adore                                  | 1997-2011 |
| "Heavy Metal Machine"          | 223             | MACHINA/the Machines of God            | 1999-2010 |
| "Muzzle"                       | 221             | Mellon Collie and the Infinite Sadness | 1995-2012 |
| "Hummer"                       | 214             | Siamese Dream                          | 1992-2012 |
| "Tarantula"                    | 213             | Zeitgeist                              | 2007-2010 |
| "X.Y.U."                       | 211             | Mellon Collie and the Infinite Sadness | 1995-2012 |
| "I Am One"                     | 206             | Gish                                   | 1989-2012 |
| "United States"                | 202             | Zeitgeist                              | 2007-2010 |
| "Mayonaise"                    | 200             | Siamese Dream                          | 1992-2012 |
| "Geek U.S.A."                  | 196             | Siamese Dream                          | 1992-2011 |

### Gratis downloadning af livekoncerter
Siden 2007 har det været fuldt lovligt at optage, distribuere og downloade bandets koncerter, så længe der er tale om fan-optagelser af bandets koncerter. Billy Corgan skrev på den officielle hjemmeside:

En klar deklaration af vores nye åbne optagepolitik. Alle er velkomne til at optage vores koncerter, i hvilken omfang man ønsker. Alle er velkomne til at dokumentere ved brug af lyd, video eller digitalkamera.

## Vigtigste priser
Grammy Awards
- Best Hard Rock Performance 1997 (Bullet with Butterfly Wings)
- Best Hard Rock Performance 1998 (The End Is the Beginning Is the End)

MTV Video Music Awards
- Best Video 1996 (Tonight, Tonight)
- Best Direction 1996 (Tonight, Tonight)
- Best Special Effects 1996 (Tonight, Tonight)
- Best Art Direction 1996 (Tonight, Tonight)
- Best Cinematography 1996 (Tonight, Tonight)
- Breakthrough Video 1996 (Tonight, Tonight)
- Best Alternative Video 1996 (1979)

American Music Awards
- Favorite Alternative Artist 1997

Spin Magazine
- Artist of the Year 1994

Lippert Awards
- Unpretentious Award 1999

VH1 Fashion Awards
- Most Visionary Video 2000 (Stand Inside Your Love)